# Łóżko rodzinne

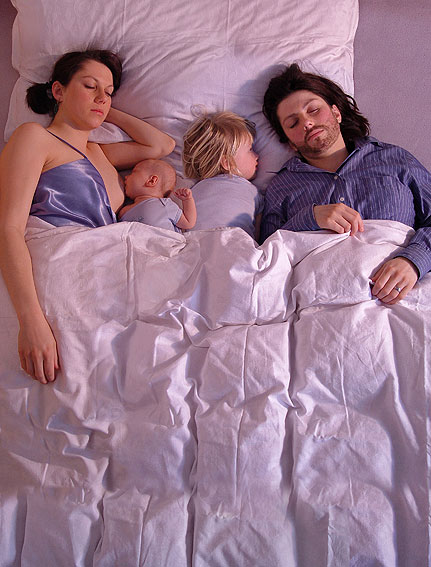
Śpiąca rodzina

Łóżko rodzinne, określane też jako współspanie – spanie jednego lub obojga rodziców razem z niemowlęciem lub małym dzieckiem (ang. co-sleeping albo family bed), zamiast odkładania go do osobnego łóżeczka. Jest to zwyczaj rozpowszechniony w wielu częściach świata. Istnieją różne poglądy na temat bezpieczeństwa spania z dzieckiem, w porównaniu do kładzenia go w osobnym łóżeczku.

## Wstęp
Spanie razem z dzieckiem jest powszechną praktyką w wielu częściach świata poza Ameryką Północną, Europą i Australią (ale nawet na tych trzech kontynentach niewielki odsetek dzieci śpi razem z rodzicami choć przez pewien czas). Dla przykładu, w jednym z badań przeprowadzonych w 2006 w Indiach wśród dzieci w wieku 3–10 lat wykazano, że 93% z nich spało z jednym lub obojgiem rodziców.
Zwyczaj ten był rozpowszechniony na całym świecie aż do XIX wieku, gdy nastała "moda" na przeznaczanie dla dziecka osobnego pokoju z kołyską lub łóżeczkiem. W wielu częściach świata spanie razem z dzieckiem jest praktyczne z tego względu, że pomaga ogrzać dziecko w nocy. Stosunkowo niedawno w kulturze zachodniej zwyczaj ten zaczęli z powrotem popularyzować zwolennicy rodzicielstwa bliskości, opierając się na psychologicznej teorii przywiązania. W badaniach przeprowadzonych w 2006 nad dziećmi w Kentucky w USA wykazano, że 15% niemowląt i dzieci w wieku od 2 tygodni do 2 lat śpi z jednym lub obojgiem rodziców.
Specjaliści nie są zgodni co do metod, skuteczności i etyki spania razem z małym dzieckiem. Amerykańska Consumer Product Safety Commission ostrzegała przed spaniem z dzieckiem, ale wielu pediatrów, popularyzatorów karmienia piersią oraz innych specjalistów krytykowało to oświadczenie.

## Zalety
Spanie z niemowlęciem zwiększa szanse jego przeżycia (zwłaszcza w połączeniu z karmieniem piersią), gdyż chroni przed śmiercią łóżeczkową. Poza tym, spanie razem sprzyja nawiązywaniu więzi z dzieckiem, pozwala rodzicom lepiej się wyspać i ułatwia karmienie piersią (starsze niemowlęta mogą wtedy pić z piersi w nocy bez budzenia matki). Nocne karmienie, z kolei, ma wpływ na płodność matki (patrz metoda LAM).
Poziom hormonów stresowych jest niższy u matek i dzieci, które śpią razem. Dotyczy to zwłaszcza równowagi kortyzolu, którego odpowiedni poziom jest kluczowy dla prawidłowego rozwoju dziecka.
W badaniach na zwierzętach stwierdzono, że młode szczury, które pozostawały blisko matek, miały wyższy poziom hormonu wzrostu i bardziej prawidłowy poziom aktywności enzymów mózgowych i serca.
Stan fizjologiczny niemowląt śpiących z matką jest bardziej stabilny, m.in. ich temperatura ciała jest mniej zmienna, a rytm bicia serca i oddech są bardziej regularne niż u dzieci, które śpią osobno.
Spanie razem z niemowlęciem może korzystnie wpływać na zdrowie emocjonalne. Na podstawie szczegółowych ankiet przeprowadzonych wśród 219 kobiet baskijskich i ich dzieci stwierdzono, że osoby, które we wczesnym dzieciństwie spały razem z rodzicami, w wieku dorosłym zwykle cechowały się większą siłą woli i samoakceptacją oraz były spokojniejsze i zdrowsze. Z kolei w badaniach przeprowadzonych na grupie dzieci żołnierzy wykazano, że dzieci które spały razem z rodzicami miały rzadziej problemy psychiczne. Wbrew obiegowym opiniom, dzieci, które nigdy nie spały z rodzicami, były zwykle bardziej strachliwe i sprawiały więcej kłopotów wychowawczych niż te, które spały z rodzicami. Niemniej, niedawne badania wykazały odmienne wyniki, jeśli dziecko zaczynało spać z rodzicami dopiero po wystąpieniu problemów z zasypianiem.

## Ostrzeżenia
Odstępstwo od spania z rodzicami może być dla dziecka stresujące.
Spanie rodzica razem z dzieckiem jest niebezpieczne dla każdego dziecka, kiedy rodzic pali papierosy, ale istnieją też inne czynniki ryzyka. Powszechnie radzi się, by dziecko spało na plecach, a nie na brzuszku, oraz by nigdy nie spało z rodzicem, który pije alkohol lub zażywa leki obniżające czujność lub jest otyły. Zaleca się też, by łóżko było twarde, i by nie używać ciężkich kołder i poduszek. Dzieci kilkuletnie nie powinny nigdy spać blisko niemowląt, które mają mniej niż 9 miesięcy. Często zaleca się, by nigdy nie zostawiać dziecka samego w łóżku, nawet jeśli powierzchnia łóżka nie jest bardziej niebezpieczna niż powierzchnia łóżeczka. Istnieje też ryzyko spadnięcia na twardą podłogę.
Niedawno przeprowadzono badania w rodzinach, w których dzieci spały w osobnych łóżeczkach itp., ale części z nich rodzice pozwalali czasem spać w swoim łóżku. Ta podgrupa cierpiała na zaburzenia snu w dorosłym życiu, ale badacze doszli do wniosku, że zachowania ich rodziców były raczej reakcją na wcześniejsze problemy dzieci z zasypianiem. W większości badań nad związkami między zachowaniami rodziców a zaburzeniami snu dzieci nie wykryto żadnych różnic istotnych statystycznie, gdy brano pod uwagę uprzednie problemy z zasypianiem. Co więcej, wykazano, że obecność matki przy zasypianiu chroni dzieci przed zaburzeniami snu.

## Inne źródła
- Jackson, Deborah. Three in a Bed: The Benefits of Sharing Your Bed with Your Baby, New York: Bloomsbury Publishing, 1999.
- McKenna, James J.  Sleeping with Your Baby, Washington, D.C.: Platypus Media, 2007.
- Morelli, G.A., Rogoff, B., Oppenheim, D., & Goldsmith, D. (1992). Cultural variation in infant's sleeping arrangements: Questions of Independence. Developmental Psychology, Vol. 28, No. 4, 604-613.
- Thevenin, Tine. The Family Bed, New Jersey: Avery Publishing Group, 1987.
- Simard, V., et al.  (2008).  The Predictive Role of Maladaptive Parental Behaviors, Early Sleep Problems, and Child/Mother Psychological Factors.  Archives of Pediatric and Adolescent Medicine Available at: [1]